# Jordan Dover
Jordan Dover (Ajax, 14 dicembre 1994) è un calciatore guyanese con cittadinanza canadese, difensore svincolato.

## Carriera

### Nazionale
Nel 2019 viene convocato con la nazionale guyanese per la Gold Cup.